# 羽 (稲葉浩志の曲)
「羽」（はね）は、日本の音楽ユニット・B'zのボーカリスト・稲葉浩志の楽曲。2016年1月13日にVERMILLION RECORDSより5作目のシングルとして発売された。

## 概要
配信限定リリースを除くと前作『Okay』から約5年半ぶりとなるシングル。
本作はCDのみの「通常盤」に加え、最新ライブ映像が収録されたDVD／Blu-rayが付属した「初回限定盤」と、収録曲のタイアップ先のひとつであるPlayStation 4／PlayStation 3専用ゲームソフト『龍が如く 極』（セガゲームス）に関する映像などが付属する特別パッケージ「龍が如く盤」の3形態でリリースされる。
楽曲制作時、稲葉は当初アルバムを作るつもりで作業していた。しかし、「去年（2014年）もアルバムを作ったんだよな」と思い直し、シングル程度のボリュームでまとめるのも面白いかなと思い、シングルのリリースとなった。
2016年1月25日付のオリコン週間ランキングでは初動8.9万枚を売り上げ、週間1位を獲得した。累計は12.3万枚となり、前作『Okay』の累計13.4万枚には及ばなかったものの、前作の11週を7週上回る、18週にわたるチャートインとなり、表題曲のタイアップ先となった『名探偵コナン』の歴代シングル作品の中では、「謎」の32週、「衝動」の19週に次ぐ、3番目のロングヒット作となった。
全曲オリジナル・アルバムには収録されていない。ただし、「羽」は2020年3月25日発売のコンピレーション・アルバム『THE BEST OF DETECTIVE CONAN 6 〜名探偵コナン テーマ曲集6〜』に収録されている。

## リリース形態
通常盤
CDのみの形態。
初回限定盤
「CD＋DVD」および「CD＋Blu-ray」の形態。付属の映像ソフトには、2014年6月に品川ステラボールでのみ10公演を敢行したプレミアムライブを収録した映像作品『Koshi Inaba LIVE 2014 〜en-ball〜』に、未収録だった日替わり曲6曲のライブ映像を収録。
龍が如く盤
「CD+DVD+Blu-ray」の形態。デジパックの三方背ケース仕様。付属の映像ソフトには、ゲームソフト『龍が如く 極』のタイアップ楽曲であり、CD未収録となった「Receive You [Reborn]」のミュージックビデオ、および『龍が如く』シリーズの総合監督である名越稔洋と稲葉浩志との対談映像を収録。その他、『龍が如く 極』専用プロダクトコードが封入されており、ゲーム内で使用すると限定バージョンのオリジナルオープニング映像が試聴できる。

## 収録曲

### CD
1. 羽 (3:48)
  - シンセサイザーが活かされた、4つ打ちビートが印象的な楽曲[17]。日本テレビ系アニメ『名探偵コナン』のために書き下ろされた。タイアップの話が来て、稲葉は何曲か存在したストックの中から合うものを選び、それに以前制作した歌詞を当てはめながら制作された[18]。
  - 歌詞のテーマについては、稲葉は「卒業みたいなものがテーマというか、この曲の原風景になっている」と語っており、将来に不安を抱えてるときに「でももっと広い世界が広がっている」と伝えてあげたいというところから始まったという。歌詞のモチーフは2014年の春にはすでに存在していたもので、その時点で稲葉はバラードを構想していた。それとは別にコード進行とメロディだけの曲があり、この歌詞を当てはめて歌ってみたところ稲葉は手応えを感じたため、全体の構成を作っていった。最初はシンプルなギターサウンドの曲を作ろうとしていたが、アレンジャーの徳永暁人がたまたまシンセサイザーのサウンドチェックをしているのを聴いて、「その音、いいね」という話になり、現在のようなアレンジに変化していったという[17][13]。
  - 曲中のギターソロパートでは、LOUDNESSの高崎晃が参加している。レコーディングの際には、稲葉から高崎に対して「カッコいいギタリストがパッと出てきて、ギターソロを弾いて去っていく」というイメージが伝えられたという[17][13]。
  - 『Koshi Inaba LIVE 2016 〜enIII〜』では、本編最後に演奏された。
  - 2015年12月25日、発売に先駆け、テレビ朝日系『ミュージックステーションスーパーライブ2015』でテレビ初披露された後、翌年1月11日のフジテレビ系『SMAP×SMAP 新春スペシャル』では、この楽曲をSMAPとコラボレーションする形で披露した。この楽曲についてSMAPのメンバー・木村拓哉は「個人的にどストライク」と評している[19][20]。2024年6月1日放送の日本テレビ系『with MUSIC』、同年6月17日放送のTBS系『CDTV ライブ!ライブ!』でも「Now」と共に披露された[21][22]。
  - 2023年5月19日、YouTubeのTHE FIRST TAKEに「羽 feat. DURAN」としてアコースティックアレンジで歌唱している動画が公開された[23][24]。
2. Symphony #9 (4:10)
  - タイトルは「シンフォニー・ナンバー・ナイン」と読む。「#9」の意味については、稲葉は「自由に想像して頂ければ」と回答している[17]。
  - 本作の楽曲制作過程で、最後に完成した曲。制作時はサビの「やまないSymphony」というフレーズが最初に生まれ、その「Symphony」という言葉から「分厚い音の中でいろんな音のレイヤー（重なり）が連続していきながら曲が変化していく」というイメージを膨らませて、作業が進められた[25]。サビ前のフレーズについて稲葉は、「現実から夢にいくのか、夢から現実にいくのか。一瞬目が覚めるような、一瞬まったく別世界にいくような感じを表現したかった」というイメージがあり、アレンジャーの徳永には「突然雷が鳴るような感じで」というイメージが伝えられた。最後の英詞の部分については、「自分が対象とする人を非常に必要としている、大事にしているという側面もありがながら、どこか別のところでは自分を蝕んでしまう相手になってしまうという側面も持っている」ということを、意味合い的に稲葉自身が納得できる言葉で、かつ思いついたままに言っているような感じで表現したという[17]。
3. BLEED (4:51)
  - マンドリンの音色とドラムの独特のタイム感が軸となっているミディアムロックチューン[17][13]。セガゲームスのゲームソフト『龍が如く 極』のために書き下ろされた[13]。
4. 水路 (5:22)
  - ピアノとアコースティックギターを中心としたサウンドが印象的なバラードナンバー[13]。詞先で制作された楽曲。稲葉が水路跡の緑地になっていた所を散歩しているときに、「時間が流れていくことと、同じ場所での定点が積み重なっていくこと」「10年後にここを自分が歩いている時、どうなっているのだろうか」などと感じ、手持ちのスマートフォンにいくつかメモした言葉が歌詞の基になっている。その緑地をひとつの風景として切り取り、その先は想像の世界や稲葉自身が考えていることを散りばめながら構築させて、歌詞を完成させた。メロディは、歌詞に当てはめていく形で制作された[17]。徳永暁人がドラム以外の全ての楽器を演奏している他、ギターソロも担当した[26]。
  - こちらも書き下ろし楽曲であり、WOWOWの連続ドラマ『誤断』の主題歌となっている[27]。

### 「初回限定盤」付属の映像ソフト
2014年6月に品川ステラボールで10公演敢行したライブ『Koshi Inaba LIVE 2014 〜en-ball〜』より、日替わり曲6曲のライブ映像を収録。
1. CAGE FIGHT
2. AKATSUKI
3. そのswitchを押せ
4. なにもないまち
5. 絶対(的)
6. Salvation

### 「龍が如く盤」付属の映像ソフト
- Receive You [Reborn] 『龍が如く 極』ver. MUSIC VIDEO
  - 『龍が如く』初代テーマソング「Receive You」をリメイクした楽曲。作詞は稲葉、作曲は稲葉とSEGAの連名となっている。
  - 本作限定の収録曲。全編『龍が如く 極』の最新映像によるミュージックビデオ。CD・配信等での音源リリースはされていない。
  - B'zのサポートドラマーであるシェーン・ガラースが編曲と全演奏、ミックスを手掛けている。
- 稲葉浩志 × 名越稔洋『龍が如く』シリーズ総合監督 スペシャル対談
  - 稲葉浩志と、『龍が如く』シリーズの総合監督である名越稔洋との対談映像。

## タイアップ
- 読売テレビ・日本テレビ系アニメ『名探偵コナン』オープニングテーマ(2016年1月9日−5月7日)(#1)
- セガゲームス『龍が如く 極』テーマソング(#3)
- WOWOWドラマ『誤断』主題歌(#4)

## 参加ミュージシャン
- 稲葉浩志：ボーカル、全曲作詞・作曲・編曲
- 徳永暁人(from doa)：ベース、全曲編曲、ギター(#2-4)、アコースティックギター(#1-3)、マンドリン(#2.3)、キーボード(#3.4)
- 高崎晃(from LOUDNESS)：ギター(#1)
- 大賀好修（from Sensation）：ギター(#3)
- シェーン・ガラース：ドラム(#1)、「Receive You [Reborn]」編曲・全演奏・ミックス
- 村石雅行：ドラム(#2)
- 山木秀夫：ドラム(#3.4)

## 特典DVDサポートメンバー
- 大島こうすけ：キーボード
- コリー・マコーミック：ベース
- Duran：ギター
- SATOKO：ドラム
- JUON：ギター